# Плетенівка
Плетені́вка — село (до 2012 року — селище) в Україні, у Вовчанській міській громаді Чугуївського району Харківської області, До 2020 підпорядковане Вовчанській міській раді. Населення становить 124 осіб.

## Географія
Село Плетенівка розташоване майже за 5 км від центру громади, з яким сполучене автошляхом Т 2108 та за 2 км від кордону з Росією. Поряд проходить автомобільна дорога Т 2114. По селищу протікає пересихючий струмок на якому зроблено загата.
У селі діє пункт контролю через державний кордон з Росією Плетенівка—Шебекино.

## Історія
12 червня 2020 року, відповідно до Розпорядження Кабінету Міністрів України № 725-р «Про визначення адміністративних центрів та затвердження територій територіальних громад Харківської області», увійшло до складу Вовчанської міської громади.
19 липня 2020 року, в результаті адміністративно-територіальної реформи та ліквідації Вовчанського району, село увійшло до складу Чугуївського району.
20 листопада 2023 року ворожих обстрілів із артилерії, мінометів та іншого озброєння зазнали щонайменше 16 населених пунктів області.
«Зокрема, під ворожим вогнем перебували Червона Зоря Богодухівського району, Плетенівка, Землянки, Бударки, Федорівка Чугуївського району, Дворічна, Синьківка, Іванівка, Берестове Куп'янського району та інші населені пункти. За добу постраждалих серед цивільних не зафіксовано», — повідомив голова Харківської ОВА Олег Синєгубов.